# Gaithersburg
Gaithersburg és una població dels Estats Units a l'estat de Maryland. Segons el cens del 2008 tenia 58.744 habitants.

## Demografia
Segons el cens del 2000, Gaithersburg tenia 52.613 habitants, 19.621 habitatges, i 12.577 famílies. La densitat de població era de 2.013,3 habitants/km².
Dels 19.621 habitatges en un 34,8% hi vivien nens de menys de 18 anys, en un 48,6% hi vivien parelles casades, en un 11,2% dones solteres, i en un 35,9% no eren unitats familiars. En el 27,8% dels habitatges hi vivien persones soles el 7,2% de les quals corresponia a persones de 65 anys o més que vivien soles. El nombre mitjà de persones vivint en cada habitatge era de 2,65 i el nombre mitjà de persones que vivien en cada família era de 3,25.
Per edats la població es repartia de la següent manera: un 25% tenia menys de 18 anys, un 9% entre 18 i 24, un 37,7% entre 25 i 44, un 20% de 45 a 60 i un 8,2% 65 anys o més.
L'edat mediana era de 34 anys. Per cada 100 dones de 18 o més anys hi havia 92,4 homes.
La renda mediana per habitatge era de 59.879$ i la renda mediana per família de 66.669$. Els homes tenien una renda mediana de 44.331$ mentre que les dones 35.861$. La renda per capita de la població era de 27.323$. Entorn del 4,9% de les famílies i el 7,1% de la població estaven per davall del llindar de pobresa.

## Poblacions properes
El següent diagrama mostra les poblacions més properes.